# 김승현 (방송인)
김승현(1960년 1월 19일 ~ )은 대한민국의 방송인이다.

## 생애
대전광역시 출생이며, 1984년 대학가 MC로 데뷔하였고 KBS 공채 4기(86년 6월) 개그맨 시험에 응시했다가 탈락했으며 1987년 군 제대(해군 홍보단) 뒤  대학교 축제와 밤무대의 단골 MC로 인기를 얻었고  1991년 MBC 문화방송 텔레비전 프로그램 《유쾌한 스튜디오》에서 방송MC로 정식 데뷔하였다.

## 학력
- 중앙대학교 신문방송대학원 고위언론정책과정 수료

## 출연작

### TV 방송
- TV동창회 (MBC)
- 좋은 아침 (SBS)
- 이야기쇼 만남 (MBC)
- 쇼 부부 연습 (MBC)
- 토요일 토요일은 즐거워 (MBC)
- 재치하나 웃음하나 (MBC)
- 특종! 연예시티 (MBC)
- 김승현의 잠못이루는밤에 (MBC)
- SBS 인기가요 (SBS)
- 머리가 좋아지는 TV (SBS)
- 스타 우리 가족 (KBS2)
- 신춘특집 동창 총집합 학교가 좋다 (KBS2)
- MBC가요베스트 (MBC)
- 도전추리특급 (MBC)
- MBC 깜짝정보쇼 (MBC)
- 도전 1000곡 (SBS)
- 엄지의 제왕 (MBN)
- 용평패밀리 발왕산 1458 콘서트 (아이넷TV)
- 아이넷 스타쇼 (아이넷TV) - 임시진행
- 성인가요콘서트 (아이넷TV)

### 드라마
- 1999년 SBS 일요드라마 《카이스트》
- 2000년 MBC 수목드라마 《이브의 모든 것》 (특별출연)

### 라디오
- 100분쇼 (MBC 표준FM)
- 여성시대 (MBC 표준FM)
- 편지쇼 (SBS 러브FM)
- 라디오가 좋다 (SBS 러브FM)
- 국민DJ를 찾습니다 (SBS 러브FM)
- 낭만이 있는 곳에 (TBN)
- 가요본색 (TBN)

### 광고
- 삼진제약 게보린
- 롯데제과 가리비